# (20256) Adolfneckař
20256 Adolfneckar (1998 FC3) – planetoida z pasa głównego asteroid okrążająca Słońce w ciągu 3,62 lat w średniej odległości 2,36 j.a. Odkryta 23 marca 1998 roku.